# Portage
Portage — основная система управления пакетами в Gentoo Linux. Аналог системы портов FreeBSD.
Представляет собой набор утилит на Python и Bash, призванных облегчить и упорядочить установку программного обеспечения из исходных кодов или бинарных пакетов, с учётом всех зависимостей.
Основной пользовательский интерфейс Portage — консольная программа emerge, которая позволяет устанавливать новые пакеты с учётом зависимостей и с возможностью управления вариантами установки — например с поддержкой определённых функций или без поддержки ненужных функций (управление параметрами сборки осуществляется через так называемые USE-флаги), удалять ненужные пакеты, обновлять установленные пакеты, проводить синхронизацию с деревом портежей (по протоколу rsync) и т. д. Программа ebuild служит интерфейсом низкого уровня к Portage, а emerge — высокоуровневая оболочка для неё.
Главный конфигурационный файл системы Portage — /etc/portage/make.conf. В нём настраиваются основные параметры компиляторов и дополнительные возможности их использования (например, применением ccache, distcc), установки USE-флагов, HTTP-прокси, FTP-прокси, SYNC, ACCEPT_KEYWORDS и других, необходимых для работы системы Portage.
Другие конфигурационные файлы системы находятся в /etc/portage/ и позволяют более тонко конфигурировать различные аспекты системы portage.

## Дерево портежей
Дерево портежей обычно располагается в каталоге /usr/portage/ и представляет собой упорядоченную систему каталогов-категорий пакетов (вида app-emacs, dev-php), в каждом из которых содержатся каталоги отдельных пакетов. В дереве каждый пакет состоит из набора ebuild-файлов, файла Changelog данного пакета, файла metadata.xml c метаданными о пакете и, возможно, нескольких других некрупных файлов, нужных для сборки пакета (например, патчей).
Кроме того, в дереве портежей хранятся все лицензии, которые используются пакетами.
В каталог /usr/portage/distfiles/ обычно помещаются файлы дистрибутивов программ, скачиваемые во время установки пакетов.

### Оверлеи
Оверлеи представляют собой хранилища пакетов, не включённые в основное дерево портежей. Обычно туда включают более новые версии программ или те программы, которых ещё нет в официальном дереве, live-версии, нестандартные расширения и патчи. Оверлеи могут быть локальными — присутствовать только на компьютере пользователя. Один из вариантов применения локального оверлея — установка ebuild-файлов, не включённых в какой-либо публичный оверлей, либо тестирование ebuild-файлов. Для упрощения работы с оверлеями служит утилита layman.

### live-пакеты
Обычно при установке некоторой версии программы скачивается архив с исходными кодами, соответствующий устанавливаемой версии. В случае с live-пакетами исходные коды получаются из системы контроля версий данной программы. Таким образом, live-пакеты позволяют иметь самую что ни на есть свежую программу. Такие пакеты, как правило, имеют версию 9999.
В случае, если есть несколько веток разработки программы, live-пакет может также использовать не основную ветку. Например, для библиотеки Qt есть live-пакеты, берущие исходные коды из ветки на официальные версии 4.6, 4.7 и самую «передовую» ветку. Такие пакеты имеют версии 4.6.9999, 4.7.9999 и 4.9999 соответственно.

## Утилиты

### revdep-rebuild
revdep-rebuild из пакета gentoolkit — служит для проверки целостности динамического связывания. При обновлении библиотек нередка ситуация, когда программа или другая библиотека, зависящая от обновлённой, продолжает ссылаться на предыдущую версию. Таким образом, нарушается работоспособность программ. Утилита revdep-rebuild позволяет автоматически найти подобные «сломанные» программы и перекомпилировать их.

### layman
layman служит для упрощения работы с оверлеями, позволяя добавлять, удалять и синхронизировать оверлеи одной командой.

### equery, eix, q
Программы equery и q, а также набор программ eix служит для ускорения и автоматизации стандартных задач вроде поиска по дереву портежей, формирования списка установленных пакетов, принадлежащих какой-либо категории, и т. д.

## Пример
Пример работы программы emerge:
```
# emerge -pv postfix

These are the packages that would be merged, in order:

Calculating dependencies... done!
[ebuild  N    ] mail-mta/postfix-2.3.6  USE="hardened mysql pam ssl -cdb -dovecot-sasl -ipv6 -ldap -mailwrapper -mbox -nis -postgres
 -sasl (-selinux) -vda" 2,719 kB
[blocks B     ] mail-mta/ssmtp (is blocking mail-mta/postfix-2.3.6)

Total: 1 package (1 new, 1 block), Size of downloads: 2,719 kB
```

## FrontEnd
- Kuroo
- PortHole